# ボディボード

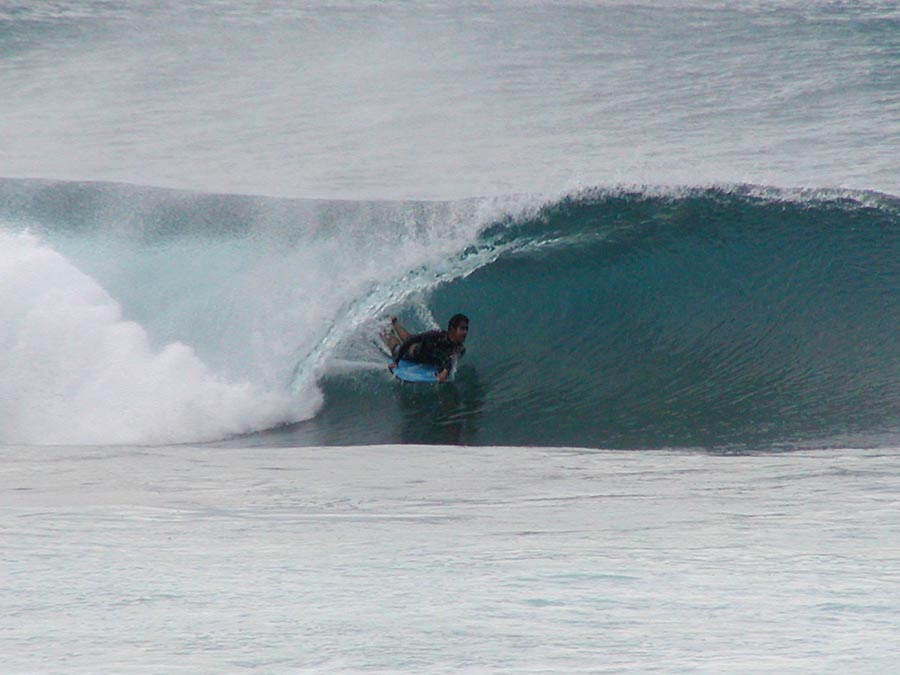
オアフ島のノースショアでのボディボーダー

ボディボード (Bodyboarding) は、ウォータースポーツのひとつ。専用のボードを使い、波が形成する斜面を滑走する。
ボディボードの略称をBB、ボディボードをする人をボディボーダーと称する。

## 概説
ボディボードは1971年にハワイ島でモーレーブギー社創始者トム・モーレーにより考案された。1メートルほどの合成樹脂で作られた板に腹ばいになって波の上を滑走する。いろいろなテクニックがあるが、主なものにスピンとエルロロがあり、またドロップニーという片膝立ちした姿勢で乗る乗り方がある。
考案された当初は「ブギーボード」（モーレーブギー社の商標）と呼ばれたが、ボディボードで呼称は統一された。
道具があれば手軽に安全に波乗りを楽しめることから、夏の海開きした海水浴場ではサーフボードの使用は禁止されていてもボディボードはOKとしているところも多い。海水浴の遊具の１つとして楽しむ人から、ウェットスーツを着て冬でも海に入る人まで、幅広い層に親しまれている。

## 普及
起源
サーフィンの起源には諸説あるが、その中で後のボディボードの発明につながるものとして、アライアとパイプオーという道具の存在がある。
アライア
アライア（alaia：ハワイ語）は、古代ポリネシア人が波乗りをする道具として使用した木製のボードである。そのボードは主にアカシアの木から作られ、形も大きさも様々で、長さは7～12フィート（約200～370cm)、重さは最大で100ポンド(50kg)、フィン（スケッグ）は無くエッジ（レール）でコントロールするもので、スタンディングの他、腹ばいやニースタンディングでも乗られていた。1778年にイギリスの探検家キャプテン・クック（ジェームズ・クック）が3度目の航海でヨーロッパ人として初めて正式にハワイに接触し、その際にハワイの村人がそのようなボードに乗っていたことを航海日誌に記録している。それによると長さ3～6フィート（約90～180cm)のボードで腹ばいやニースタンディングで波に乗っていたという。
パイプオー
その後アライアから進化して、より近代的なパイプオー（paipo：パイポと書いてパイプオーと発音する）というノーズに丸みを帯びた140cmほどの現在のボディボードに近い形状のボードが誕生した。これは腹ばいで乗ることを基本としたが、フィン（スケッグ）が付けられ木製またはグラスファイバー製のものであった。このパイプオーからさらに安価で安全に楽しめるものを考え出したのが現在のボディボードの発明者トム・モーレー（Tom Morey）（1935年8月15日～2021年10月14日）である。
ボディボードの発明
ボディボードの発祥の地はハワイで、1971年7月9日にトム・モーレー（トーマス・ヒュー・モーレー：Thomas Hugh Morey）によって発明された。トム・モーレーはボディボードの発明者であり、ボディボードの父と言われている。サーファーでもあり、シェイパーでもあり、ジャズドラマーのミュージシャンでもあり、サーフィン関連の数々の発明をしたり、1965年には世界初のサーフィンコンテストも開催している。
トムは南カリフォルニア大学を卒業後はダグラス・エアクラフト社で働き、専門スキルを活かしていくつかのサーフィンのギアを開発した。その後仕事を辞めて自分で会社を立ち上げ、それまでのノウハウを生かして更に複数のギアを発明し、その中の１つがボディボードであった。
初めはスケッグ付きの6フィート（約183cm）でボトム材にエポキシ樹脂、デッキ材に柔らかいポリエチレンを使用したがうまくいかず、その後9フィート（約274cm）の発砲ポリエチレンフォームを2分割し、広告のチラシを下に敷いてアイロンを使ってフォームを成形するとうまくいくことがわかった。トムはそのボードに赤いマーカーペンで曲線を描いたところでいったん眠り、翌朝早起きして試作品が完成した。そのボードは長さ4フィート6インチ（137cm）、幅23インチ（58cm）、角ばったテール、緩やかに丸みを帯びたノーズ、シャープなレールで、重さはわずか3ポンド強（1361グラム）だった。トムはホンルズビーチ（ハワイ島西部コナ地区の海岸）に向かい、風の影響を受けた2フィートの波で試乗した。奇しくもそこはキャプテン・クックが初めてハワイに訪れた海岸から十数キロの場所だった。そして試乗を終えたトムはその時の感想をこのように述べた。「このボードを通して実に波を感じることができた。サーフボードでは波の微妙な感触まではわからないが、私の作品ではすべてを感じることができた。」そして「これはしなり、長持ちし、安く作れ、軽く、安全なものだ。神よ、これは本当にすごいことになるかもしれない。」と付け加えた。
彼はこのボードの名前をSNAKE（体のサイド（Side）、へそ（Navel）、腕（Arm）、ひざ（Knee）、ひじ（Elbow））としようとしたが、ジャズドラマーでジャズのテンポが好きだった彼にとってブギー（Boogie）という響きが良いことからこちらを採用し、ブギーボード（Boogie Board）を商標登録した。こうしてブギーボードが誕生した。トムが37歳の時であった。
オリジナルのモーレーブギーボードは、長さ45インチ（114cm）、幅25インチ（63cm）、厚さ2.25インチ（5.7cm）、重さは3.75ポンド（1.7kg）であった。
この腹ばいボードを年齢と同じ37ドルで販売し「Surfer Magazine」に広告を掲載した。その広告文句には「ブギーは進路にいる人を安全に乗り越え、最大級に水深の浅いカールの下をくぐり抜け、誰も夢にも思わなかったような波のポジションへワープしたりします」というユニークなフレーズを載せた。するとすぐに注文が届き、数か月後には週に数十枚のブギーボードを販売するようになった。初期のボードはトムがバックヤードでシェイプして接着しテープで止めて仕上げていたが、後に接着剤が自身の健康に影響を与えることから、接着剤無しのキットを25ドルで販売するようになった。そして1977年には80,000枚を販売し、カールスバッドとメキシコで合計100人の従業員を雇用した。こうして世界中で一世を風靡する新しい波乗りスタイルが生み出された。
日本でもブーム
国内では1980年代前半に登場している。ブームは1995年頃で、当初は男女を問わないスポーツであったが、サーフィンとは違い女性に受け入れ易かったため、のちに女子高校生から20代女性などを中心に人気があった。ブームの頃のボディボード人口は80万人、男女の比率は8：2ほどで女性が多い。ただし、この傾向は日本特有のもので、ハワイやオーストラリアの若いローカル（地元）の男性はボディボードを好む者も多く、サーフボードよりも浮力が小さくコントロールも難しいボディボードの上に片膝立ちに乗ってライディングするDropknee（ドロップニー）スタイルも男性の人気が高い。また、このブームには比較的湘南エリアにも近いワイルドブルーヨコハマが影響した（同施設では人工の波でボディボードを楽しめたが、2001年8月31日に閉鎖となった）。
2007年の夏には、日本の女性プロボディボーダーが主演のドキュメンタリー映画『ADOR（アドア）』が渋谷をはじめ大阪、神戸、福岡などで公開されている。
しだいに人口は減りつつあり、サーフィン大会でボディボードクラスの人数が揃わず中止されるケースも出ている。
世界的な大会も開かれており、小池葵、榎戸崇人、鈴木彩加、大原沙莉など世界に通用するプロボディボーダーもいる。特に近年の女子のボディボードレベルは世界的に見ても非常に高く、オリンピックの正式種目にボディボードが選ばれれば確実にメダルを獲れるだろうと言われている。

## 道具
ボード
長さ1メートル前後で厚さ5センチ程度のビート板を大きくしたような形状をしている。細部にわたっては様々な形状があり、スピン等の回転性に優れた形状、スピードの出しやすい直進性に優れた形状、軽くてドルフィンスルーも楽な非力な人向に使いやすい浮力の小さいもの、小波でも波のパワーを得られやすい浮力の大きいものなど、その目的によって選ぶ形状も様々である。これらのバランスの取れたボードは「オールラウンドボード」または「ノーマルボード」と呼ばれ、販売店では比較的初級レベルの人に勧められている。それに対し、ボード性能の一部を引き出すためにその機能を突出させると他で機能が低下する部分が必ず出てしまい、低下した部分は自分の技量でカバーしなければならない。このようなボードは「エキスパートボード」と呼ばれ、量産されるノーマルボードに対し、エキスパートボードはオーダーメイドでシェイパーが手作りすることが多い。NSA（日本サーフィン連盟）の競技規定では「長さは5フィート（152.4cm）以下。材質は表面の大部分がソフトかつ柔軟性のあるものとする。」とあるが、特注オーダーでもしない限り一般的に販売されているボディボードなら問題は無い。ボードの各部には名称が付いている。
ノーズ
ボードを縦置きした際、上下の辺のうち幅の狭い方の辺をノーズという。ボードの上と言ったら通常はノーズを指す。ライディングの際に進行方向となる先端部分である。
テール
ノーズと逆サイドの幅の広い辺をテールという。ボードの操作性に影響する部分であり、目的に応じた性能を引き出すために、アーチテール、クレセントテール、フラットテール、バットテール、ラウンドテールなどの形状がある。
レール
ボードを縦置きした際に両サイドの長い辺をレールという。レールも操作性に影響し、全体のアウトラインも影響するが、ボードを真横から見た時のデッキとボトムの境目の位置が完全に中央か、少しデッキ寄りかでも操作性が変わってくる。
デッキ
ボードの両面のうち材質の柔らかい側で、体を乗せる面をデッキという。ボードの表（おもて）と言ったらデッキを指す。ボードに乗ったときに体が滑ってボードから落ちてしまうような場合は、サーフィン用のワックス（滑り止め）を塗って防止する。デッキの素材によっては水を吸いやすい場合がある。自分好みの色のデッキを選んで楽しむことができる。
ボトム
デッキと逆の面でボトムより硬い素材が使われる。ボードに乗った時に海に面した側で、ボードの裏と言ったらボトムを指す。素材にはサーリン（Surlyn）、HDPE、Bixbyなどが使用され、デッキと同様に様々な色がある。また表面の状態によってはステッカーを貼ることもできる。ノーズ寄りはデッキ側に反った形状となっており、これにより波を滑るときに海面に引っかかることなく滑っていくことができる。この反った形状をノーズロッカーという。またテール寄りには縦に浅い溝が入ったタイプのものがある。これをコンケーブ（チャネル）といい、ライディングの直進性を高める効果がある。
コア
ボードの内部をいう。コアの素材によりボードのしなり具合が変わってくる。素材はダウ（ポリエチレン）、アーセル、ポリスチレン、ポリプロピレンなどが使用される。これらの素材は高温で柔らかくなる性質を持つため、柔らかいダウコアは冷たい水に適しており、 硬めのアーセルコアやポリプロピレンコアは温かい水に適している。柔らかい素材に対しては内部にストリンガーと呼ばれる棒を差し込むことで、しなり具合を調整することもある。
フィン
足ヒレともいい、キッキングで推進力を得るために左右の足にそれぞれ装着する。硬いフィンはテイクオフの際に瞬発力を発揮でき、一方で柔らかいフィンは足への負担が小さいというそれぞれのメリットがある。長時間使用したり形状が足にフィットしないとフィン擦れで足を怪我することがあるので、その場合はフィンソックスを履いて防止する。波の衝撃によってフィンが脱げて紛失する危険性を防ぐためにはフィンテザースでフィンと足首をつなぐ。フィンのかかと部分に装着するフィンパッドもあり、テザースと比較して着脱が楽になるメリットがあるが紛失のリスクは上がる。ダイビング用のフィンとは形状が異なり、ボディボード用は激しく動かせるよう小型化されている。水泳トレーニングで使用されるハイドロテックフィンは元々ボディボード用に作られたものなのでそのまま使用できる。なお、サーフィンやロングボードで言う「フィン」とは一般的にサーフボードのテール寄りに付いているスケッグのことを指し、ボディボード用の足ヒレとは全く別物なので、サーフショップでの購入の際には注意が必要である。
リーシュコード
ボードの流れ止めとして、ボードと体の一部をつなぐコード。ボディボード用のリーシュコードは手首に付けるタイプと腕に付けるタイプがある。またコードは手や体にまとわりつかないようコイル状に巻いた伸縮自在のタイプが主流となっている。自身の安全のためだけでなく、ボードが流れて他人に当たる危険性を防ぐため、波乗りのマナーとして装着することが推奨される。
ウェットスーツ
海水浴シーズンなら特に必要としないが、寒いときの防寒用や、ボードなどで擦れる怪我防止の目的で着用する。サーフィンと同じものを使えるが、ボディボード向けに改良されたものもある。ボディボードでは常に肘とお腹がボードに付いているため、この部分が擦れにくいように強化されている。またウェットスーツにはいくつかタイプがあり、そのうち、気温が高くて水温の低い初夏は半袖長ズボンタイプのシーガル、気温が低くて水温の高い秋には長袖半ズボンタイプのロンスプ（ロングスリーブスプリングの略称）という使い分け方が一般的だが、主に腕でパドリングするサーフィンは腕の機動性の高いシーガル、バタ足をするボディボードは足の機動性の高いロンスプという使い分け方もある。

## ボディボード特有の技術
サーフィンと共通する技術（パドル、ゲッティングアウト、ドルフィンスルー、テイクオフ、ボトムターン、トップターン、オフザリップ/リッピング、ローラーコースター、カットバック、リエントリー、フローター、プルアウト、アイランドプルアウト等）については、サーフィンの項を参照。
ビーティング（beating）
前進するためにバタ足をすること。キッキング（kicking）ともいう。ゲッティングアウトなどの移動の際や、テイクオフの際に行う。フィンを履くことでよりスピードを付けられる。ライディング中は基本的には行わない。
ドロップニー（Dropknee）
ボードの上に片膝立ちをした状態で乗るスタイル。ニー（knee）とは膝のことで、膝を落とすという意味であり、略してDKとも呼ばれる。ハワイのジャック・リンドホルム（Jack Lindholm）が第一人者であり、当初はジャックスタイルと呼ばれた。ドロップニーは技ではなくライディングスタイルであり、競技ではドロップニー自体が評価されるのではなく、ドロップニーでどのようなマニューバーを描いたか、どのような技をかけたかが評価される。そのため通常の腹ばいスタイルよりも不安定で不利になるため、JPBA（日本プロボディボード連盟）等の試合ではドロップニースタイル限定で競技を行うドロップニークラスが設けられている。なお通常の腹ばいスタイルは、ドロップニーと区別してプローン、もしくはプローンスタイルと呼ばれる。サーフィンのように完全に両足で立つスタンディングスタイルもある。
スピン（Spin）
波の面に対し水平に回転する技。ボディボードならではの技で、見た目の華麗さや初心者には容易には出来ない難易度の高さから、非常に人気のあるテクニックである。腹ばいで回るという意味でベリースピンと言うこともある。スピンにはその回り方によっていろいろな呼び方がある。
フォワードスピン（Forward spin）
波を横方向へ走り沖側の方向へ回転をかけて回るスピン。レギュラーの波なら時計回り、グーフィーの波なら反時計回りとなる。一般的にスピンと言ったらフォワードスピンを指す場合が多い。
リバーススピン（Reverse spin）
波を横方向へ走り岸側の方向へ回転をかけて回るスピン。「リバース」は逆を意味する。波の斜面がきつくなるほどフォワードスピンより難易度が高くなる。なおスープ前などの平らな場所ではフォワード・リバースの難易度の差はほとんどなく、ノーズを持つ手の方向へ回転をかけるのがフォワードスピン、その逆がリバーススピンとされている。
エアリアルスピン（Aerial spin)
波のリップから飛び出し、空中でスピンをする。スピンがフォワードスピンの場合はエアフォワード（Air Forward）ともいう。
エアリバース（Air Reverse）
波のリップから飛び出し、空中でリバーススピンをする。エアリアルリバーススピン、または略してエアリバとも呼ばれる。
当てリバ（Hit & Reverse）
当て込みリバーススピンの略称。崩れる波に当て込みながらかけるリバーススピン。Hit & Reverseは作道雅明プロ監修の「ボディボード上達講座」の中で紹介された呼称である。
ハンドスピン（Hand spin）
手を水中に引っ掛けることで回転を与えるスピン。比較的容易に回すことができるが、レールワークを使わないため競技での評価は低い。
エルロロ（El rollo）
波のボトムからトップへかけのぼり、波が崩れるタイミングに合わせて１回転して着水する技。スピンと並んでボディボードで人気のあるテクニック。競技では、ボトムターンから波のリスクの高い部分を使うことによりスピンよりも高い評価を得られやすい。エルロロとはスペイン語で、エルは男性名詞に付く定冠詞（英語のthe）、ロロは巻いたり転がすように回る回転（英語のroll）を意味する。英語圏ではロール（roll）ともいう。ハワイのパット・コードウェル（Pat Caldwell）とマイク・ステュワート（Mike Stewart）によって同時期に編み出された。
エアリアルロール（Aerial roll）
エルロロの中でも特にリップから体が飛び出してエアリアルをしながらロールする。エルロロの褒め言葉として使われることも多い。
バレルロール（Barrel roll）
波のカールする内側を使い、その中で回るエルロロ。バレル（barrel）とは樽を意味する。チューブ（巻いている波）の深い位置でかけるバレルロールは難易度が高いが、波の奥で行うほど写真に残しにくく、競技ではジャッジからわかりづらい（気付かれない）といったデメリットもある。
リバースロロ（Reverse rollo）
通常のエルロロとは逆回転に回るエルロロ。リバースロール（Reverse roll）またはインバートロロ（Invert Rollo）ともいう。カウアイ島のカイル・マリグロ（Kyle Maligro）によって完成された。
ダブルロロ／コークスクリュー（Double rollo／Corkscrew）
波に当ててから2回転するエルロロ。オーストラリアの"エポ"（Epo）ことマイケル・エプルスタン（Michael Eppelstun）によって完成された。
エアリアル（Aerial）
リップから空中に体が飛び出して着水する技。波のサイズや波質に左右される上にスピードとタイミングが重要になるため、難易度が高い。またエルロロのように勢いのままに回転せず、敢えてボードを元に戻す動作も難しい要因である。
インバーテッドエア（Inverted air）
リップから空中に体が飛び出し、ボードのボトムを上に向けるエアリアル。インバートとは反転の意味。ボードを大きく反転させることからこう呼ばれる。よりボードを傾けるほど高く評価される。また、非常に映える写真を残すことができる。
エーアールエス（ARS）
エア・ロール・スピン（Air Roll Spin）またはエアリアル・ロール・スピン（Aerial Roll Spin）の略称。波から飛び出してエルロロをしつつスピンを入れて着水する。非常に難易度が高く、プロでも高い確率で成功する人はごくわずかである。エポが完成した技というのが通説だが、カリフォルニアのジャコブ・リーブ（Jacob Reeve）が同時期に完成させたと主張している。
フロントフリップ（Front flip）
リップから飛び出して前転して着水する。
バックフリップ（Back flip）
リップから飛び出して後方に宙返りして着水し再び前を向いてリエントリーする。後ろ向きに着水してから前を向くという動作が、スピンしながら着水するARSより難解であり、競技では最高難度の技とされるが、海外のトップ選手ともなると当たり前のように決めている。回転の仕方によってはARSとの見分けが困難な場合がある。エポが完成した技。
さらに高度なテクニック
ボディボードの技は進化し続け、世界中のボディボーダーにより様々な技が考案されている。その中で簡単に真似できないような前人未踏のテクニックを紹介する。これらの技が成功するシーンは雑誌や動画サイトでも確認できる。
エアリバース 720°（Air reverse 720°）
リップから飛び出し、空中でリバーススピンを2回転する。ハワイのジェフ・ハバード（Jeff Hubbard）によって完成された。ボディボード雑誌Flipperでそのシーケンス写真が紹介され、日本でも話題となった。
ハブ（The Hubb）
リップでスピンをし落下の際にエルロロを入れる。ジェフ・ハバードによって完成された。BBライフマガジンでザ・ハブと紹介され、その後ハブという呼称で浸透した。NSA（日本サーフィン連盟）では一時マイナーマニューバー（競技でスコアへ反映される得点の小さいマニューバー）として紹介されたが、日本では小さな波で無理やり回してハブと呼んでいたケースが多いために、このような評価がなされた。
エアハブ（Air Hubb）
リップから飛び出してエアリアルスピンをし、そこからエルロロに入る。ハブエア（Hubb air）ともいう。同じくジェフ・ハバードによって完成された。
ジャイロールエア（Gyroll Air）
エルロロをしてからフロントフリップをする。マイク・ステュワートが考案した。
ゲイナーフリップ（Gainer Flip）
リップから前へ飛び出しながら波側へ体を反らしてバック宙をする。バックフリップは進行方向へ体を反らして回転するのに対し、ゲイナーフリップは進行方向とは逆側へ体を反らして回転するため、着水時には前を向いた状態となる。ゲイナーフリップは水泳の飛込競技やヒップホップダンスでも使われる技で、前進しながら片足蹴りしてバック宙する技である。タヒチ出身のデビッド・トゥアラウ（David Tuarau）によって生み出された
インバーテッドエアリバース（Inverted air reverse）
いったんインバーテッドエアの形を取り、そのまま空中でリバーススピンをする。ジュリアン・マイアモント（Julien Miremont）によって実践された。
デバート（Devert）
いったんインバーテッドエアの形を取り、そこから回転を変えてリバースロロをする。方向転換する意味のdivertのdiをDeとして固有名詞化している。デビッド・フィリップス（David Phillips）が実践した。
ストーンフリップ（Stone Flip）
ダブルロロ（2回転のエルロロ）からスピンをして着水するロロトゥーARS（Rollo to ARS）と、ARSからエルロロを入れるARSトゥーロロ（ARS to Rollo）の２つのパターンがあり、どちらもストーンフリップと呼ばれている。技に成功したジェイク・ストーン（Jake Stone）にちなんで名付けられた。
ティックロール（TiC Roll）
バックフリップをしながらエルロロの横回転を入れる。この横回転は完全に１回転するため、着水時にはバックフリップと同じく後ろ向きになり、そこから半回転して前を向く。12歳のタナー・マックダニエルズ（Tanner Mc Daniels）が実践した。
ダブルバックフリップ（Double back flip）
バックフリップを2回転する。ダブルループ（Double loop）ともいう。ジェイク・ストーンがボートで引っ張ってもらってテイクオフし、ダブルバックフリップをする映像があるが成功はしていない。

## 競技
ボディボードはコンテストも行われている。その規模は様々で、サーフショップが主催するクラブ員向けのものから、NSA（日本サーフィン連盟）が主催する全国規模のアマチュアの大会、JPBA（日本プロボディボード連盟）が主催するプロアマ戦、ISA（国際サーフィン連盟）の世界選手権や、APB（ボディボード普及連盟）の世界規模のボディボードツアーなどがある。
一般的なコンテストの流れは次のようになる。１．参加申し込み、２．エントリー費支払い、３．試合当日に大会会場に集合、エントリー確認および開会式、４．自分のヒート時間の確認、５．ヒート前に受付でゼッケン着用、６．前のヒートが終わるまで砂浜で待機、７．運営ルールに従ってゲッティングアウト開始（開始ホーンと同時にゲッティングアウトする岸スタート、前のヒート終了3分前にゲッティングアウトして沖で待機する沖スタートなど、その大会のルールに従う）、８．ホーンが1回鳴ったらヒート開始、赤フラッグが緑に変わる、９．終了３分前に緑フラッグが黄に変わる。１０．ホーンが2回鳴ってヒート終了、黄フラッグが赤に変わる、１１．ゼッケンを受付に返却し、ヒート結果発表を待つ、１２．結果発表、次のヒートへ勝ち上がる選手が発表される、１３．ジャッジペーパーで自分の点数や順位を確認する、多くの大会は負けた時点で帰宅可能、勝ち上がれば次のヒートへのぞむ、１４，全ヒート終了後に閉会式および表彰式
試合での採点については、ライディングの評価を複数人のジャッジが10点満点で採点する。選手は決められた時間内に自由に波に乗り、乗ったすべての波に対して採点され、そのうち点の良かった2本（ベスト２ウェーブ）の合計点で争われる。審査のジャッジクライテリア（基準）は、ISA（国際サーフィン連盟）・WSL（ワールドサーフリーグ）で定められたものがNSA（日本サーフィン連盟）の競技規定に、ジャッジは次にあげる主要な要素を考慮して採点するよう定められている。a) 積極性及び最高難易度 b) マニューバーの革新性と進歩性 c) メジャーマニューバーの結合性 d) マニューバーの種類の豊かさ e) スピード、パワーそして流れ 」これはサーフィン・ロングボード・ボディボード共通の世界標準として定められている。これらの項目についてはJPBA（日本プロボディボード連盟）の競技規定にもプローンディビジョンとして同一内容の記載があり、さらにドロップニーディビジョンとして「１.バランス、コントロール、技の角度とスプレーの量など。」という項目が定められている。なおJPBAでは規定違反の内容によっては罰金が定められており、特にスポーツマンシップや行動規範についてはNSAよりも厳しく記述されている。
海外のトップ選手が集まる世界規模のボディボードの大会は日本でも行われている。1990年代後半から静岡県御前崎で毎年行われていたGOBツアーに組まれた1戦、1997年5月11日の千葉県鴨川グランドホテル前でのムラサキワールドカップのほか、1996年5月12日にワイルドブルーヨコハマで開催された「ミナミボディボードワールドチャンピオンシップ」や1997年に宮崎シーガイアでの「セーラムボディボードワールドカップ」など人工のウェーブプールでも行われていた。しかし2003年ゴールデンウィークの御前崎でのGOB開催を目前にイラク戦争が勃発し、「選手の安全が保障できない」との理由から本大会は中止となった。その後しばらく日本での世界大会は行われていなかったが、2015年JPBA田原プロがAPBワールドウィメンズツアーとして組まれ、アレクサンドラ・リンダー、イザベラ・ソウサ、ネイマーラ・カーバリオ、ジェシカ・ベッカーといった強豪選手が訪れた。
2012年に南米ベネズエラのマルガリータ島で行われた世界選手権（ISA World Bodyboard Championship）では、ウィメンクラスで大原沙莉プロが優勝、ウィメン18歳以下クラスでは岡澤紫織（当時アマチュア）が優勝した。ISAの世界選手権はサーフィン界のオリンピックとも言われ、それまでサーフィン・ロングボードも含めて日本人の金メダルは無く、ボディボードで日本人初となる金メダルを獲得した。。またこの時の国別団体戦で日本代表チーム（榎戸崇人プロ、遠山純プロ、大原沙莉プロ、柳瀬憲治、岡澤紫織）は僅差の6位となったが、日本代表チームのメン18歳以下クラスの出場が無かったため、出場があれば銅メダル以上が確定していた。岡澤紫織は2015年チリの世界選手権ウィメン18歳以下クラスでも金メダルを獲得している。なお、大原沙莉は東京オリンピック2020のサーフィン5位となった大原洋人選手の姉である。
APBが主催するボディボード世界ツアーに於いては、2018年に鈴木彩加プロが日本人で初めてウィメンの世界チャンピオンに輝いている。続けて2019年には大原沙莉プロが世界チャンピオンに輝き、日本人が2年続けて世界チャンピオンになったことで、世界に日本のボディボーディングのレベルの高さを示している。この件についてJPBAは2020年1月17日に前山剛志理事長、大原沙莉プロ、相田桃プロ、難聴の元プロボディボーダー登坂由美恵の4名で文部科学省スポーツ庁を訪れ、鈴木大地長官に世界での活躍について報告するとともに、ボディボードというスポーツの説明から選手の社会活動にわたるまでの内容を説明した。

## サーフィン検定
NSA（日本サーフィン連盟）が実施しているサーフィン検定は、ボディボードについても行われている。
5級から始まり上は1級までで、その規定科目と演技内容はNSAで定められている。基本的にサーフィンと共通の内容だが、級によってはキッキングでテイクオフすることや、スピンやエルロロを取り入れるなどボディボード特有の技術が要求されている。
5級は誰でも受験可能、4級は5級取得者またはNSA正会員であれば5級免除で4級から受験できるが、これは5級を自動取得できるということではない。
級はかならず下から順番に取得しなければならず、途中の級を飛ばして上の級を受験することはできない。
NSA主催大会である全日本級別サーフィン選手権大会では、所持している級ごとにクラス分けされており、決勝に残ることができればサーフィン検定を受けることなく１つ上の級を取得できる。

## 主要な大会優勝者一覧
全日本サーフィン選手権大会・歴代優勝者リスト
主催：NSA（日本サーフィン連盟）
| 年度   | ボディボード メンクラス | ボディボード ウィメンクラス | 開催地                     |
| ------ | ----------------------- | --------------------------- | -------------------------- |
| 1987年 | 小野尾厚史              | 矢口智英子                  | 静岡県浜松市舞阪海岸       |
| 1988年 | 小野尾厚史              | 内田美智子                  | 東京都新島村羽伏浦海岸     |
| 1989年 | 作道雅明                | 内田美智子                  | 宮崎県宮崎市木崎浜海岸     |
| 1990年 | 加藤勝典                | 岡島美佐江                  | 東京都新島村羽伏浦海岸     |
| 1991年 | 新井徹                  | 小池葵                      | 東京都新島村羽伏浦海岸     |
| 1992年 | 大石佳三                | 竹谷真由美                  | 静岡県牧之原市静波海岸     |
| 1993年 | 加藤勝典                | 小池葵                      | 千葉県一宮町一宮海岸       |
| 1994年 | 桜井直                  | 鵜沢和弥                    | 東京都新島村羽伏浦海岸     |
| 1995年 | 松田真稔                | 小池葵                      | 千葉県一宮町一宮海岸       |
| 1996年 | 山田亮一                | 小池葵                      | 東京都新島村羽伏浦海岸     |
| 1997年 | 酒井勇次                | 関和枝                      | 静岡県牧之原市静波海岸     |
| 1998年 | 山田亨                  | 石澤亜由美                  | 東京都新島村羽伏浦海岸     |
| 1999年 | 柴田英人                | 高橋しのぶ                  | 高知県東洋町生見海岸       |
| 2000年 | 柴田英人                | 角田恵                      | 千葉県一宮町一宮海岸       |
| 2001年 | 川上忍                  | 小沢しのぶ                  | 静岡県牧之原市静波海岸     |
| 2002年 | 京谷雄策                | 西村優花                    | 東京都新島村羽伏浦海岸     |
| 2003年 | 八子顕一                | 二宮千津                    | 島根県浜田市国府海岸       |
| 2004年 | 榎戸輝                  | 猪俣明子                    | 福島県南相馬市北泉海岸     |
| 2005年 | 榎戸輝                  | 京谷佳奈                    | 神奈川県藤沢市鵠沼海岸     |
| 2006年 | 榎戸崇人                | 來間康子                    | 宮崎県日向市お倉ヶ浜海岸   |
| 2007年 | 榎戸崇人                | 岸里美                      | 東京都新島村シークレット   |
| 2008年 | 榎戸崇人                | 畠山美南海                  | 福島県南相馬市北泉海岸     |
| 2009年 | 榎戸崇人                | 畠山美南海                  | 三重県志摩市国府の浜海岸   |
| 2010年 | 粂総一郎                | 大原沙莉                    | 茨城県日立市河原子北浜海岸 |
| 2011年 | 粂総一郎                | 相田桃                      | 宮崎県日向市お倉ヶ浜海岸   |
| 2012年 | 柳瀬憲治                | 谷口美樹                    | 三重県志摩市国府の浜海岸   |
| 2013年 | 滝元良太                | 相田桃                      | 高知県東洋町生見海岸       |
| 2014年 | 柳瀬憲治                | 岡澤紫織                    | 宮崎県宮崎市木崎浜海岸     |
| 2015年 | 森川勝彦                | 相田桃                      | 千葉県一宮町釣ヶ崎海岸     |
| 2016年 | 森川勝彦                | 山下海果                    | 愛知県田原市大石海岸       |
| 2017年 | 加藤優来                | 山下海果                    | 静岡県磐田市豊浜海岸       |
| 2018年 | 榎戸崇人                | 山下海果                    | 三重県志摩市国府の浜海岸   |
| 2019年 | 榎戸崇人                | 原小春                      | 高知県東洋町生見海岸       |
| 2020年 | -                       | -                           | 未開催                     |
| 2021年 | 佐藤海斗                | 我孫子咲良                  | 福島県南相馬市北泉海岸     |
| 2022年 | 榎戸崇人                | 鵜沢百亜菜                  | 宮崎県宮崎市木崎浜海岸     |
JPBAツアー（プロアマ戦）・歴代グランドチャンピオンリスト
主催：JPBA（日本プロボディボード連盟）
| 年度   | メン         | ウィメン       | ドロップニー | ジュニア (アマチュア) | シニアメン (アマチュア) | シニアウィメン (アマチュア) |
| ------ | ------------ | -------------- | ------------ | --------------------- | ----------------------- | --------------------------- |
| 2006年 | 榎戸崇人[34] | 小池葵[35]     | 加藤勝典[36] | -                     | -                       | -                           |
| 2007年 | 近藤義忠[37] | 小池葵         | 山田亨       | -                     | -                       | -                           |
| 2008年 | 京谷雄策[38] | 井上美彌[39]   | 山田幸久[40] | -                     | -                       | -                           |
| 2009年 | 榎戸輝[41]   | 井上美彌       | 山田幸久     | -                     | -                       | -                           |
| 2010年 | 榎戸輝       | 井上美彌       | 山田幸久     | -                     | -                       | -                           |
| 2011年 | 榎戸崇人     | 刀根真由美[42] | 川名祐介[43] | -                     | -                       | -                           |
| 2012年 | 榎戸崇人     | 大原沙莉[44]   | 川名祐介     | -                     | -                       | -                           |
| 2013年 | 榎戸崇人     | 畠山美南海[45] | 山田幸久     | -                     | -                       | -                           |
| 2014年 | 榎戸崇人     | 大原沙莉       | 山田幸久     | -                     | -                       | -                           |
| 2015年 | 榎戸崇人     | 大原沙莉       | 山田幸久     | -                     | -                       | -                           |
| 2016年 | 近藤義忠     | 大原沙莉       | 富田和麻[46] | 岩沢玲衣              | -                       | -                           |
| 2017年 | 粂総一郎[47] | 永井那旺[48]   | 近藤義忠     | 藤田佳奈              | 木下陸男                | 鈴木和子                    |
| 2018年 | 粂総一郎     | 永井那旺       | 山田亮一[49] | 佐藤海人              | 吉谷地仁志              | 内田由紀子                  |
| 2019年 | 近藤義忠     | 相田桃[50]     | 山田亮一     | 大木咲桜              | 籏福亮                  | 渡邉早苗                    |
| 2020年 | -            | -              | -            | -                     | -                       | -                           |
| 2021年 | -            | -              | -            | -                     | -                       | -                           |
| 2022年 | 近藤義忠     | 相田桃         | 山田幸久     | 國武寧々花            | 村上栄治                | 荒井あぐり                  |
ボディボード世界ツアー男子・歴代グランドチャンピオンリスト
| 年度   | 主催団体 | チャンピオン             | チャンピオン（英語名） | 国                 |
| ------ | -------- | ------------------------ | ---------------------- | ------------------ |
| 1982年 | Morey    | ダニエル・キアミ         | Daniel Kiami           | アメリカ（ハワイ） |
| 1983年 | Morey    | マイク・ステュワート     | Mike Stewart           | アメリカ（ハワイ） |
| 1984年 | Morey    | マイク・ステュワート     | Mike Stewart           | アメリカ（ハワイ） |
| 1985年 | 未開催   | -                        | -                      | -                  |
| 1986年 | Morey    | ベン・セバーソン         | Ben Severson           | アメリカ（ハワイ） |
| 1987年 | Morey    | マイク・ステュワート     | Mike Stewart           | アメリカ（ハワイ） |
| 1988年 | Morey    | マイク・ステュワート     | Mike Stewart           | アメリカ（ハワイ） |
| 1989年 | Morey    | マイク・ステュワート     | Mike Stewart           | アメリカ（ハワイ） |
| 1990年 | Morey    | マイク・ステュワート     | Mike Stewart           | アメリカ（ハワイ） |
| 1991年 | Morey    | マイク・ステュワート     | Mike Stewart           | アメリカ（ハワイ） |
| 1992年 | Morey    | マイク・ステュワート     | Mike Stewart           | アメリカ（ハワイ） |
| 1993年 | Morey    | マイケル・エプルスタン   | Michael Eppelstun      | オーストラリア     |
| 1994年 | Morey    | マイク・ステュワート     | Mike Stewart           | アメリカ（ハワイ） |
| 1994年 | GOB      | ギラーミ・タメガ         | Guilherme Tâmega       | ブラジル           |
| 1995年 | GOB      | ギラーミ・タメガ         | Guilherme Tâmega       | ブラジル           |
| 1996年 | GOB      | ギラーミ・タメガ         | Guilherme Tâmega       | ブラジル           |
| 1997年 | GOB      | ギラーミ・タメガ         | Guilherme Tâmega       | ブラジル           |
| 1998年 | GOB      | アンドレ・ボサ           | Andre Botha            | 南アフリカ         |
| 1999年 | GOB      | アンドレ・ボサ           | Andre Botha            | 南アフリカ         |
| 2000年 | GOB      | パウロ・バルセロス       | Paulo Barcellos        | ブラジル           |
| 2001年 | GOB      | ギラーミ・タメガ         | Guilherme Tâmega       | ブラジル           |
| 2002年 | GOB      | ギラーミ・タメガ         | Guilherme Tâmega       | ブラジル           |
| 2003年 | IBA      | ダミアン・キング         | Damian King            | オーストラリア     |
| 2004年 | IBA      | ダミアン・キング         | Damian King            | オーストラリア     |
| 2005年 | IBA      | ベン・プレイヤー         | Ben Player             | オーストラリア     |
| 2006年 | IBA      | ジェフ・ハバード         | Jeff Hubbard           | アメリカ（ハワイ） |
| 2007年 | IBA      | ベン・プレイヤー         | Ben Player             | オーストラリア     |
| 2008年 | IBA      | ウリ・ヴァラドン         | Uri Valadão            | ブラジル           |
| 2009年 | IBA      | ジェフ・ハバード         | Jeff Hubbard           | アメリカ（ハワイ） |
| 2010年 | IBA      | アマウリー・ラヴェルネ   | Amaury Lavernhe        | フランス           |
| 2011年 | IBA      | ピエール-ルイ・コステス  | Pierre-Louis Costes    | フランス           |
| 2012年 | IBA      | ジェフ・ハバード         | Jeff Hubbard           | アメリカ（ハワイ） |
| 2013年 | IBA      | ベン・プレイヤー         | Ben Player             | オーストラリア     |
| 2014年 | APB      | アマウリー・ラヴェルネ   | Amaury Lavernhe        | フランス           |
| 2015年 | APB      | ジャレッド・ヒューストン | Jared Houston          | 南アフリカ         |
| 2016年 | APB      | ピエール-ルイ・コステス  | Pierre-Louis Costes    | フランス           |
| 2017年 | APB      | イアン・キャンベル       | Iain Campbell          | 南アフリカ         |
| 2018年 | APB      | ジャレッド・ヒューストン | Jared Houston          | 南アフリカ         |
| 2019年 | APB      | トリスタン・ロバーツ     | Tristan Roberts        | 南アフリカ         |
| 2020年 | 未開催   | -                        | -                      | -                  |
| 2021年 | 未開催   | -                        | -                      | -                  |
| 2022年 | APB      | トリスタン・ロバーツ     | Tristan Roberts        | 南アフリカ         |
ボディボード世界ツアー女子・歴代グランドチャンピオンリスト
| 年度   | 主催団体 | チャンピオン             | チャンピオン（英語名） | 国                                    |
| ------ | -------- | ------------------------ | ---------------------- | ------------------------------------- |
| 1987年 | Morey    | グレンダ・コスロウスキー | Glenda Koslowski       | ブラジル                              |
| 1988年 | 未開催   | -                        | -                      | -                                     |
| 1989年 | Morey    | グレンダ・コスロウスキー | Glenda Koslowski       | ブラジル                              |
| 1990年 | Morey    | グレンダ・コスロウスキー | Glenda Koslowski       | ブラジル                              |
| 1990年 | Morey    | ステファニー・パターソン | Sthephanie Pettersen   | ブラジル                              |
| 1991年 | Morey    | グレンダ・コスロウスキー | Glenda Koslowski       | ブラジル                              |
| 1992年 | Morey    | マリアナ・ノグエイラ     | Mariana Nogueira       | ブラジル                              |
| 1993年 | Morey    | ステファニー・パターソン | Sthephanie Pettersen   | ブラジル                              |
| 1994年 | GOB      | ステファニー・パターソン | Sthephanie Pettersen   | ブラジル                              |
| 1995年 | GOB      | マリアナ・ノグエイラ     | Mariana Nogueira       | ブラジル                              |
| 1995年 | GOB      | クラウディア・フェラーリ | Claudia Ferrari        | ブラジル                              |
| 1996年 | GOB      | ダニエラ・フレイタス     | Daniela Freitas        | ブラジル                              |
| 1997年 | GOB      | ダニエラ・フレイタス     | Daniela Freitas        | ブラジル                              |
| 1998年 | GOB      | マリアナ・ノグエイラ     | Mariana Nogueira       | ブラジル                              |
| 1999年 | GOB      | カーラ・コスタ・テイラー | Karla Costa Taylor     | ブラジル                              |
| 2000年 | GOB      | ソライア・ホシャ         | Soraia Rocha           | ブラジル                              |
| 2001年 | GOB      | ソライア・ホシャ         | Soraia Rocha           | ブラジル                              |
| 2002年 | GOB      | ステファニー・パターソン | Sthephanie Pettersen   | ブラジル                              |
| 2003年 | IBA      | ネイマーラ・カーヴァリオ | Neymara Carvalho       | ブラジル                              |
| 2004年 | IBA      | ネイマーラ・カーヴァリオ | Neymara Carvalho       | ブラジル                              |
| 2005年 | IBA      | キラ・ローリン           | Kira Llewellyn         | サンシャインコースト (オーストラリア) |
| 2006年 | IBA      | マリーナ・テイラー       | Marina Taylor          | カナリア諸島 (スペイン)               |
| 2007年 | IBA      | ネイマーラ・カーヴァリオ | Neymara Carvalho       | ブラジル                              |
| 2008年 | IBA      | ネイマーラ・カーヴァリオ | Neymara Carvalho       | ブラジル                              |
| 2009年 | IBA      | ネイマーラ・カーヴァリオ | Neymara Carvalho       | ブラジル                              |
| 2010年 | IBA      | イザベラ・ソウサ         | Isabela Souza          | ブラジル                              |
| 2011年 | IBA      | ユーナテ・アギレ         | Eunate Aguirre         | ビルバオ-ビスカヤ (スペイン)          |
| 2012年 | IBA      | イザベラ・ソウサ         | Isabela Souza          | ブラジル                              |
| 2013年 | IBA      | イザベラ・ソウサ         | Isabela Souza          | ブラジル                              |
| 2014年 | APB      | アレクサンドラ・リンダー | Alexandra Rinder       | カナリア諸島 (スペイン)               |
| 2015年 | APB      | アレクサンドラ・リンダー | Alexandra Rinder       | カナリア諸島 (スペイン)               |
| 2016年 | APB      | イザベラ・ソウサ         | Isabela Souza          | ブラジル                              |
| 2017年 | APB      | ジョアナ・シェンカー     | Joana Schenker         | アルガルヴェ (ポルトガル)             |
| 2018年 | APB      | 鈴木彩加                 | Ayaka Suzuki           | 神奈川県茅ヶ崎市 （日本）             |
| 2019年 | APB      | 大原沙莉                 | Sari Ohhara            | 千葉県一宮町 （日本）                 |
| 2020年 | 未開催   | -                        | -                      | -                                     |
| 2021年 | 未開催   | -                        | -                      | -                                     |
| 2022年 | APB      | イザベラ・ソウサ         | Isabela Souza          | ブラジル                              |

## メディア
- ボディボードが趣味の著名人
  - 杉山清貴（ミュージシャン）：趣味がボディボードであることを公表しており、現在はハワイを第二の拠点としている。『さよならのオーシャン』など、海をテーマにした楽曲も多い。
  - 酒井法子（タレント）：プライベートでワイルドブルーヨコハマへボディボードをしに行ったりもしていた。仕事でハワイに行った際には一緒に行った工藤静香にウェットスーツを貸してロングボードをしたことで彼女にサーフィンを始めるきっかけを与えている。[51]
  - 冨永愛（モデル）：千葉のボディボードショップのクラブ員として顔を出していた。小池葵プロや岸里美プロらとも親交がある。
  - 白波瀬海来（モデル・女優）：ボディボードを持ったグラビア写真やDVDを出している。ずっと水泳をやっており、池江璃花子と同じクラブチームでオリンピック強化指定選手でもあったが、サーフショップを経営している父親の勧めで19歳でボディボードを始めた。2019年全日本サーフィン選手権では準優勝を果たし、その後JPBAのプロアマ戦に参戦して2021年にはプロの資格も取得している[52]。
- プロボディボーダーのメディア出演
  - 1999年2月7日、TBS系列「情熱大陸」第43回放送：小池葵
  - 2000年8月9日、フジテレビ系列「ジャンクSPORTS」：小池葵
  - 2001年7月18日・7月25日、テレビ東京「うぇ～ぶ! "ボディボード"」：小池葵
  - 2005年7月19日・7月26日、TBS系列「プレジャー"プロボディボーダー 小池葵"」：小池葵
  - 2005年9月25日、フジテレビ系列「アナザー・ヒーロー "小池葵を支える星静雄"」：小池葵
  - 2006年10月14日、TBS系列「元気の源泉 "小池葵～ボディーボード"」：小池葵
  - 2007年2月18日、TBS系列「情熱大陸」第436回放送：甲地由美恵
  - 2007年6月12日～、テレビCM「リオン株式会社 リオネット補聴器」：甲地由美恵
  - 2007年7月14日公開、映画、ADOR（アドア）：大河原未都、小野塚葉子、橘田妙子
  - 2009年6月6日、テレビ東京「生きるを伝える "プロボディボーダー 甲地由美恵"」：甲地由美恵
  - 2011年10月3日、TBS系列「SASUKE ～2011秋～」：榎戸崇人
  - 2014年4月18日・12月22日、静岡第一テレビ「○ごとワイド news every. 』：山田幸久、鈴木啓祐
  - 2014年5月25日・6月1日、Eテレ「ろうを生きる、難聴を生きる」：横手奈都紀
  - 2014年7月8日、テレビ朝日「お願い！ランキング」：鈴木彩加、西村優花
  - 2014年9月7日、フジテレビ「one hour sense」：畠山美南海
  - 2015年毎月第一金曜日、ＦM島田 g-sky76.5「FM DK SUMMIT -enjoy bodyboarding-」：鈴木啓祐
  - 2016年2月7日、BAYFM78「Ocean Tribe」：刀根真由美
  - 2016年9月24日、Eテレ「ろうを生きる 難聴を生きる」：登坂由美恵
  - 2020年5月2日・5月9日、TBSラジオ「中野浩一のフリートーク」：近藤義忠
  - 2020年9月～、テレビCM「ダイハツ キャンバス」：加茂ゆり
  - 2021年7月20日、テレビ東京「開運なんでも鑑定団」：山田亮一